# プリティガレッジ
『プリティガレッジ』は、日本テレビ系列局ほかで放送されていた日本テレビ製作のバラエティ番組である。トヨタ自動車の一社提供。日本テレビ系列局では2005年4月1日から2005年9月30日まで、毎週金曜 23:00 - 23:30 （日本標準時）に放送。
ガレッジセールの冠番組であるが、番組は半年で同タイトルでの放送を終了。同年10月に『ガガガガガレッジセール』と題してリニューアルし、同時にトヨタ自動車以外の企業による複数社提供へと移行した。

## 出演者
- ガレッジセール（ゴリ・川田広樹）
- YOU
- hitomi - 本番組がバラエティ初レギュラー出演となった。

## コーナー
セレブ漁業
セレブ系（高級なファッションに身を包み、物欲が強くワガママな性格）の若い女性に過酷な漁を体験させ、人間的に成長するかどうかを追っていた。開始当初は彼氏を連れてきて、豪華賞品と彼氏のどちらを取るかという究極の選択を迫るものだった。
熱血!プリティバレー部
事務所から解雇通告された崖っぷちアイドルを集め、中田久美がバレーボールを熱血指導する様子を追う。負け続けたら引退のペナルティを課していた。
資格家の人々
次女役の光浦靖子、三女役の安倍麻美、長女役の国生さゆりの3姉妹がそれぞれ資格所得を目指す。『ピカイチ!』の「資格ゲッターピカ一」の女性版。最初は「ナマハゲ伝道士」の資格所得を目指す。
イケメン劇団
ゴリ演じるゴリメン率いる6人のイケメンが、女性を幸せにするために様々な場所を奔走。コーナーの最後には6人が「イケメン体操」を踊っていた。

## スタッフ
- 構成：石原健次、桜井慎一、上野耕平、榊暁彦、佐藤俊明、武洋行
- ブレーン：鈴木おさむ
- ナレーション：富沢美智恵、中村愛美
- TM：福王寺貴之
- SW：北折雅人
- カメラ：田代義昭
- 音声：小原正広
- 照明：秋永稔
- TK：南田めぐみ、菅生浩子
- 美術：小野寺一幸、道勧英樹
- オープニングアニメ：大原大次郎、吉成鋼、陸浦昌、池田一馬
- 音効：石見知哉
- 編集：増田直人、原健一郎、安川修平
- MA：阿世知貴彦
- ロケ技術：元木宏（八峯テレビ）
- スタイリスト：渡辺浩司・篠貞治 (TrampolineTRIP)
- 営業：井田佳男
- 広報：笹木奈緒美
- デスク：小川典子
- AP：桑名美佐
- ディレクター：塚田秋春、げん（長久弦）、佐藤B、島田総一郎、黒川高、阿部さちよ
- 制作協力：笑軍様、GUTS
- 総合演出：マッコイ斉藤
- プロデューサー：安西義裕、小林岳夫、篠宮浩司
- プロデューサー・演出：矢追孝男
- チーフプロデューサー：吉川圭三
- 製作著作：日本テレビ

## 放送局
NNN30局（NNS29局＋NNS非加盟のテレビ宮崎）
金曜 23:00 - 23:30 に放送。ただし、テレビ大分とテレビ宮崎では日本テレビ製作の『金曜ロードショー』や『1球の緊張感 THE LIVE』、またはフジテレビ製作の『金曜エンタテイメント』や『enjoy! Baseball』放送延長時には遅れネットになる場合があった。
沖縄テレビ
日テレナイター中継カードが無い場合やナイター中継定時終了の場合、他局の18時間遅れである土曜 17:00 - 17:30 に放送。